# Bankhaus Denzel

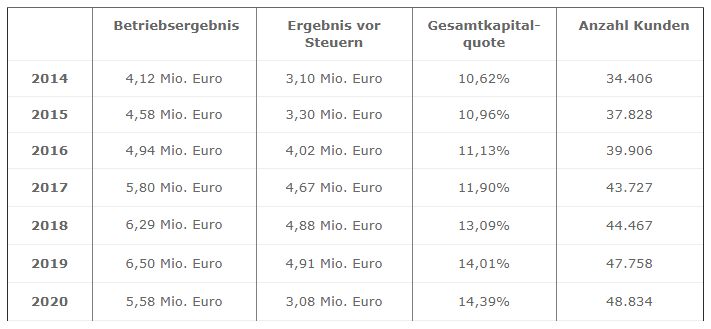
Ertragslage des Bankhauses Denzel AG

Die Bankhaus Denzel Aktiengesellschaft ist eine 1991 gegründete österreichische Privatbank. Das Grundkapital von 8,625 Millionen Euro besteht aus Namensaktien, die zu 79,13 % im Besitz der von Wolfgang Denzel gegründeten Wolfgang Denzel Holding AG und zu 20,87 % im Besitz der Wolfgang Denzel Auto AG sind.
Das Bankhaus Denzel ist Mitglied der gesetzlichen Sicherungseinrichtung, der Einlagensicherung Austria Gesellschaft m.b.H.
Schwerpunkt der Geschäftstätigkeit des Bankhauses Denzel bildet die Autofinanzierung unter anderem für die Importmarken der Denzel-Gruppe (Mitsubishi, Hyundai, Maxxus, M&G). Diese werden auch über die Tochtergesellschaft Denzel Leasing GmbH abgewickelt. Darüber hinaus bietet das Bankhaus Denzel Konsumentenkleinkredite und seit 2010 als Direktbank Online-Sparprodukte unter der Online-Marke „DenzelB@nk“ an.